# Nature Reviews Molecular Cell Biology
Nature Reviews Molecular Cell Biology, abgekürzt Nat. Rev. Mol. Cell Bio., ist eine Fachzeitschrift, die von der Nature Publishing Group herausgegeben wird. Die Erstausgabe erschien im Oktober 2000. Derzeit werden zwölf Ausgaben im Jahr publiziert. Die Zeitschrift veröffentlicht Übersichtsartikel aus allen Bereichen der Molekular- und Zellbiologie.
Der Impact Factor des Journals lag im Jahr 2014 bei 37,806. Nach der Statistik des ISI Web of Knowledge wird das Journal mit diesem Impact Factor in der Kategorie Zellbiologie an erster Stelle von 184 Zeitschriften geführt.
Chefherausgeberin ist Alison Schuldt, die beim Verlag angestellt ist.